# Біг-морда
Біг-мо́рда (також біґ-морда) — неологізм на позначення візуальної політичної реклами з зображенням лиця політика на вулицях міст. Виник за аналогією з біг-бордами англ. Big Board під час президентської кампанії 2004 року, коли в українських містах з'явились численні білборди з обличчям В. Януковича.
«Переважну частину площі рекламного плаката займає зображення обличчя кандидата на посаду президента Януковича. І мудрий український народ вже встиг відреагувати: великі рекламні щити, які раніше називалися іншомовним словом «біґ-борди» тепер з подачі Януковича нарекли «біґ-мордами» — Микола Томенко.